# Cyanure (film)
Pour plus de détails, voir Fiche technique et Distribution.
Cyanure est un film helvéto-québécois, réalisé par Séverine Cornamusaz, sorti le 15 mars 2013.

## Synopsis
Achille, 13 ans, vit avec sa mère Pénélope, vendeuse dans un supermarché, dans le mythe idéalisé de son père Joe, un voyou beau gosse, flambeur, violent et manipulateur, qui est emprisonné depuis sa naissance. Pénélope est en train de construire une relation heureuse avec Alexis, un de ses collègues, qu'Achille méprise et rejette. À la sortie de prison de Joe, Pénélope, bien que toujours attachée à lui, n'est plus dupe et garde clairement ses distances, alors qu'Achille prend le parti de son père, malgré plusieurs accidents graves que son père lui occasionne, et tente de réunir le couple de ses parents. Après plusieurs péripéties, Achille est violemment désillusionné. Lorsque son père tente une fois de plus un chantage au suicide, Achille le prend au pied de la lettre. 

## Fiche technique
- Titre : Cyanure
- Réalisation : Séverine Cornamusaz
- Production : Pierre Even et Marie-Claude Poulin
- Société de distribution : TVA Films
- Société de Production : PS Productions et Item 7
- Pays d'origine :  Suisse |  Canada
- Langue originale : Anglais
- Dates de sortie : 
  -  Suisse : 27 février 2013
  -  Canada : 15 mars 2013
  -  États-Unis : 18 avril 2013 (Tibourn Film Festival)
  -  Allemagne : 17 octobre 2013 (Schlingel Film Festival)

## Distribution
- Alexandre Etzlinger : Achille
- Roy Dupuis : Joe
- Sabine Timoteo : Pénélope
- Christophe Sermet: Alexis
- Ludivine Geschworner: Mathilde

## Autour du film
Le film est tourné dans le canton de Vaud, sur la Côte et dans le Chablais. 
Il est tourné dans un style très libre, proche de la BD, avec des couleurs saturées, de l'humour,  ou l'inclusion de scènes de manga animé. Il joue avec les stéréotypes de genre, tant sur la forme que sur le fond, puisque le thème principal est la possibilité de grandir à travers la perte de ses illusions, à travers la confrontation entre la réalité et l'imaginaire idéalisé et la virilité caricaturale du père. Les relations équilibrées et saines entre Pénélope et Alexis, Mathilde et Achille, ou encore Alexis à l'égard d'Achille servent de contrepoint à l'attitude de Joe. Ainsi, le cheminement d'Achille sera à l'opposé de celui de son père,. 

## Récompenses
Le film a reçu une recommandation des propriétaires de cinémas au Festival international du film de Mannheim-Heidelberg en 2013. Il a été présenté aux Journées cinématographiques de Soleure en 2013, où il a été nommé pour le prix du public et le prix de la meilleure interprétation féminine pour Sabine Timoteo,. 